# Lorenzo De Monacis
Lorenzo De Monacis (* vor Sommer 1351 in Venedig; † Frühjahr (?) 1428) war ein venezianischer Notar, Diplomat und Redner, Dichter und Historiker. Als sein Hauptwerk gilt De gestis, moribus et nobilitate civitatis Venetiarum, 1421–1428 verfasst, eines der ersten Geschichtswerke Venedigs im Stil des Humanismus. Zudem war er von 1390 bis 1428 Kanzler in Candia, der Hauptstadt der venezianischen Kolonie Kreta.

## Leben als Notar und Diplomat

### Familie
Lorenzo wurde als Sohn des Notars Monaco und dessen Frau Magdalucia Rota in der Gemeinde San Martino zu Venedig geboren. In der Schule seines Vaters lernte er das Handwerk des Notars, wie einige der Dokumente seines Vaters Monaco aus den Jahren 1365 bis 1368 erweisen, in denen sein Sohn als Zeuge erscheint. Um Zeuge zu sein, musste man in Venedig mindestens 14 Jahre zählen, so dass das älteste dieser Dokumente, das vom 4. September 1365 stammt, den terminus ad quem erschließen lässt, zu dem Lorenzo geboren worden sein musste. Am 20. Juli 1371 fertigte Monaco sein Testament an. Zwar wurde Lorenzo im selben Jahr in die notarii auditorum sententiarum aufgenommen, womit ihm ein Salär zustand, doch geriet er, und damit seine Familie, in große wirtschaftliche Schwierigkeiten. Auf seinen Antrag hin gewährte ihm der Große Rat am 29. September 1374 eine Erhöhung seiner Bezüge.
Zu diesem Zeitpunkt war Lorenzo bereits verheiratet. Möglicherweise war seine Frau eine de Trentis, Schwester des Notars Simone, mit dem er sich 1388 in Ungarn aufhielt. Von ihr hatte er einen Sohn, der den Namen Monaco erhielt, und der später Kanoniker auf Kreta wurde.

### Notar (ab 1376/1383),Curia maggiore(ab 1386)
Möglicherweise um 1376 wurde Lorenzo notarius Venetiarum, denn früher konnte er aufgrund seines Alters nicht in dieses Amt gelangen, da das Mindesteintrittsalter bei 25 Jahren lag. Zum ersten Mal erscheint er jedoch erst am 21. Juli 1383 im ersten von ihm aufgesetzten und überlieferten Testament. Vermutlich wurde er während des Chioggia-Krieges (1378–1381) in die allgemeine Mobilisierung der verfügbaren Kräfte eingezogen, doch ist dies nicht belegt. Erst im Juli 1383 und am 14. März 1384 erscheint er in den Quellen wieder als Notar, der ein Testament aufsetzte.
Am 26. April 1386 gehörte er zu den Notaren der Curia maggiore, zu der die im Umkreis des Dogen Beschäftigten und seine Berater gehörten.

### Am Hof Sigismunds (1387), Zagreb, am ungarischen Hof
Nach dem 16. Dezember desselben Jahres reiste er zusammen mit Pantaleone Barbo dem Jüngeren an den Hof König Sigismunds. De Monacis wurde von Barbo nach Venedig zurückgeschickt, um Unterstützung durch die Flotte der Republik zu erhalten, die der König verlangte. Gegen April 1387 erfüllte er seine Mission, um dann wieder zurückzukehren. Gemeinsam mit Barbo erreichte er am 4. Juli 1387 Zagreb, wo er Maria von Anjou traf, die kurz zuvor noch Gefangene des kroatischen Bans János Horváti gewesen war. Hauptsächlich durch den Einsatz der Venezianer war Maria am 4. Juni 1387 aus der Gefangenschaft befreit worden.
Der Text der relazione, des Berichtes, den De Monacis auf Anweisung Barbaros vor der Signoria abliefern musste, ist erhalten. Darin befinden sich auch Aussagen über Ereignisse und Gespräche, bei denen er Zeuge war. Noch am 14. Juni 1388 war er in Ungarn, als er gemeinsam mit dem Notar Simone de Trentis – wohl seinem Schwiegervater – dem König Barbos Geschenke überreichte. Wenig später kehrte De Monacis nach Venedig zurück.

### Diplomatische Reise, Ungarn, Kreta
Dort ließ er sich in die Liste der Bewerber um das Amt des Cancelliere von Kreta als Nachfolger des Domenico Grimani eintragen. Im November 1388 wurde er gegen sechs Konkurrenten gewählt. Dies verursachte den Groll des Cancelarius camere Crete Pietro Conte, der vergeblich versuchte De Monacis zu diffamieren. Am 12. Dezember 1388 beurkundete De Monacis die Abtretung von Argos und Nauplia durch Maria von Enghien an Venedig. Auch war er Zeuge der nachfolgenden Vereidigung Marias, die zusagen musste, im Falle einer Verehelichung nur einen venezianischen Patrizier zu heiraten. Wieder reiste er zwischen Venedig und Ungarn, und bald auch Kreta hin und her. Am 22. Januar 1389 war er in Venedig, am 10. Februar wurde er nach Ungarn in diplomatischer Mission geladen. Über den Ausgang wurde ihm aufgetragen, eine präzise relazione abzuliefern.

### Kanzler auf Kreta (1390–1428), weitere diplomatische Reisen, Frankreich
Am 18. Januar 1390 wurde er feierlich in das Kanzleramt auf Kreta eingeführt, das er bis an sein Lebensende innehatte.
Am 3. Februar 1390 sollte er sich jedoch wieder, wohl als Experte für die politischen Probleme der Region, bei König Sigismund und Königin Maria einfinden. Bei letzterer genoss er großes Vertrauen. Im März 1390 räumte ihm der Große Rat als Kompensation für die Aufwendungen und die Verluste, die er durch seine diplomatischen Reisen erlitten hatte, die beachtliche Summe von 60 Dukaten ein. Auf diesen Reisen war er zwischen Ungarn, Slawonien und Deutschland vielfach gereist.
Von Kreta entfernte er sich nunmehr nur noch für diplomatische Aufträge, oder aber für gelegentliche Aufenthalte in seiner Heimatstadt. So reiste er von dort nach Frankreich, um die Befreiung von Fantino Michiel zu erreichen. Dieser war von Guillaume de Vienne als Rache für die Schäden, die einige venezianische Galeeren seinem Bruder zugefügt hatten, gefangengesetzt und ausgeraubt worden. In Frankreich erreichte ihn der Botschafter Giovanni Alberti, der offiziell von der Signoria an den Hof Karls VI. entsandt worden war, nachdem Guillaume de Vienne weitere drei Venezianer gefangengesetzt hatte. Am 14. März 1396 schrieb der König an Guillaume und befahl ihm, die Gefangenen freizulassen, ihren Besitz zurückzugeben und alle womöglich unterzeichneten Erklärungen, die die Gefangenen unterschrieben hatten, für nichtig zu erklären. Am 1. Mai 1398 ist Lorenzo De Monacis wieder auf Kreta bezeugt, wo sich inzwischen auch sein Sohn Monaco aufhielt.

### Mehrere Aufenthalte in Venedig (ab 1407)
Erst am 22. März 1406 taucht er wieder in den Quellen auf, als ihm gestattet wurde, für sechs Monate nach Venedig zurückzukehren, weil sein Bruder Stefano gestorben war, der wiederum Lorenzo als Fideicommiss nominiert hatte. Wahrscheinlich reiste Lorenzo Anfang 1407 nach Venedig. Auf dem Bündnisvertrag der Republik mit dem Condottiere Pandolfo III. Malatesta vom 1. Juli 1407 erscheint er als Zeuge. Am 17. Oktober war er noch immer in Venedig, und es ist unklar, wann er wieder nach Kreta gelangte. Seine Anwesenheit ist dort 1408 und 1409 belegt. Am 11. Januar 1411 gestattete ihm der Große Rat eine erneute sechsmonatige Heimkehr, diesmal wegen der Vermählung einer Nichte.
Unklar ist, ob er diese Erlaubnis nutzte, denn er hat Kreta wohl frühestens am 14. April 1412 verlassen, um dort vor dem 7. März 1413 wieder zu erscheinen. Am 21. Dezember 1414 war er erneut in Venedig, wo ihm der Große Rat, nach einem positiven Bescheid des Rates der Vierzig, gestattete, weitere sechs Monate zu bleiben. Von 1414 bis Juni 1415 war er wieder auf Kreta. Danach scheint er die Insel nicht mehr verlassen zu haben. Er wirkte als Notar, wie erhaltene Akte der Jahre 1419 bis 1428, mit Ausnahme des Jahres 1425, belegen. 1422 und 1425 ließ er sich in Venedig vertreten, er verließ also die Insel nicht mehr.
Nach dem Tod seiner ersten Frau heiratete er die Schwester des Notars an der kretischen Curia, Giorgio Paradiso. Wahrscheinlich war es diese Frau, die ihm den zweiten Sohn Giacomo gebar, der 1411 bei Giorgio Candachiti lernte, ebenfalls einem Notar. Lorenzo De Monacis starb 1428.

## Tätigkeit als Historiker, Redner und Dichter

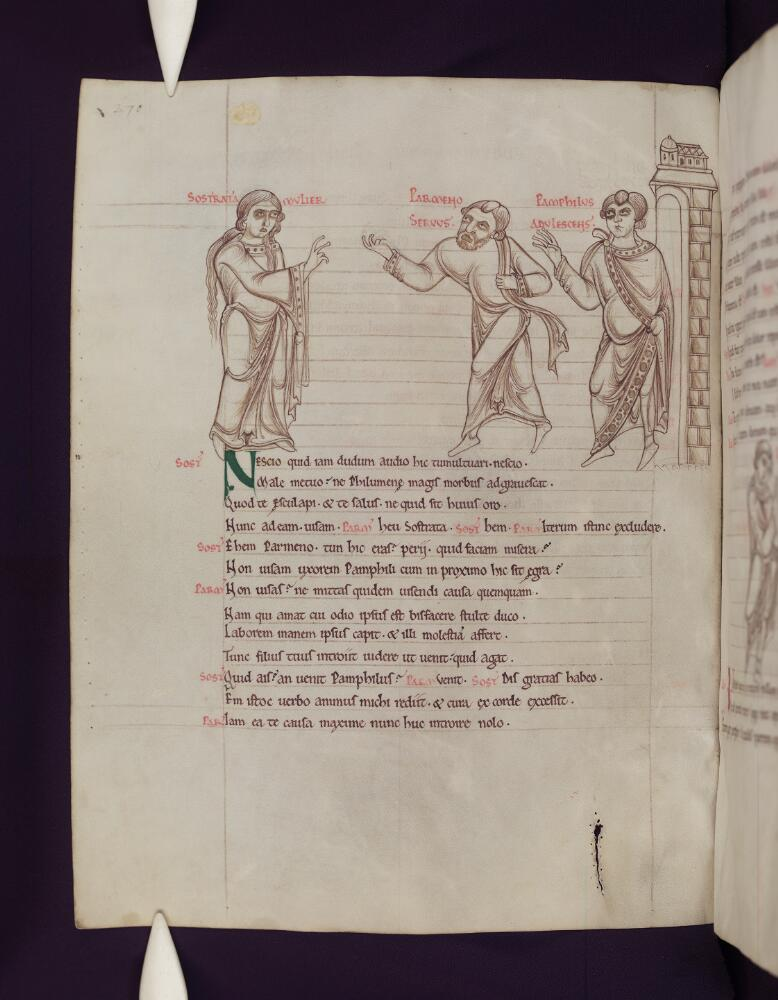
Folio 137v in den Komödien des Terenz, Bodleiana, Oxford

Von seinem Bildungsgang ist wenig bekannt, doch in jedem Falle hatte er Umgang mit Hochgebildeten, so etwa mit Francesco Barbaro, Leonardo Bruni, dem Arzt Guglielmo da Ravenna, dann Carlo Zeno und vielleicht auch Petrarca. Er muss, wie sich aus seinen Werken ergibt, umfassendes klassisches und mittelalterliches Wissen besessen haben. Er besaß zahlreiche Bücher, darunter einen Kodex des Terenz, der sich heute in der Bodleiana zu Oxford befindet. Weitere erhielt er als Leihgabe im Jahr 1388 von Giovanni Conversini. Barbaro übersandte er eine Ilias, die sich heute in der Biblioteca Marciana zu Venedig befindet, vielleicht besaß er auch eine Odyssee, die in derselben Bibliothek aufbewahrt wird. Seine kulturellen Kontakte auf Kreta lassen sich aus den Quellen nicht erkennen. Zwar bekannte er 1416, das Griechische nie studiert zu haben, doch dürfte er es gesprochen haben.
Um 1380 war er in Venedig für seine poetischen Werke bekannt, wobei er in Volgare dichtete. Antonio Loschi erinnert zwar an seine Verse und ein Werk über den Chioggiakrieg, doch ist nichts davon überliefert. Um 1388 schrieb er ein Lied in Hexametern über die Ereignisse der Jahre 1382 bis 1386 in Ungarn, mit dem Ziel, den Königinnen Maria und Elisabeth das Misstrauen zu nehmen, er habe Karl von Anjou-Durazzo, den König von Neapel, ermorden lassen. Gewidmet war das Lied Pietro Emo, Duca di Candia, versehen mit einem Einleitungstext für Maria von Anjou, das gleich unter drei Namen bekannt wurde: Carmen metricum de Caroli Parvi lugubri exitio, Historia de Carolo II cognomento Parvolo rege Hungariae und Pia descriptio miserabilis casus illustrium reginarum Hungariae.
Am 17. Oktober 1407 hielt er in San Zaccaria die Grabrede zu Ehren Vitale Landos in Gegenwart des Dogen Michele Steno (Sermo … in celebritate exequiarum q. nobilissimi viri d. Vitalis Lando). De Monacis hielt solche Reden des Öfteren, aber auch, wie 1421 eine Rede zur Jahrtausendfeier Venedigs erweist (die Stadt führte sich auf eine mythologische Gründung im Jahr 421 zurück). Dieses Städtelob, das er dem Dogen Tommaso Mocenigo schickte, wurde als Oratio de edificatione et incremento urbis Venetae bekannt. Dem Dogen Francesco Foscari sandte er ebenfalls eine Rede, um ihn zum Durchhalten beim Krieg gegen Filippo Maria Visconti zu ermuntern.
Zwischen 1421 und 1428 entstand sein Hauptwerk, eine Chronik Venedigs von den Anfängen bis 1354 in 16 Büchern. Diese Chronik wurde 1758 unter dem Titel Chronicon de rebus Venetis publiziert. Später erhielt sie den Titel De gestis, moribus et nobilitate civitatis Venetiarum, wie der Autor selbst im Proömium meint. Aus der Rede anlässlich der Tausendjahrfeier ist der Titel überliefert. Er lautet De origine Venetiarum. De vita, moribus et nobilitate Venetorum. Ungewöhnlich an seinem Werk ist die Kompositionstechnik, die sich von der Annalistik löst, aber auch der umfassende Gebrauch byzantinischer Quellen. Dadurch gelingt ihm im Zusammenhang mit dem Vierten Kreuzzug und der Plünderung Konstantinopels (1204) eine ausgewogenere Darstellung, zumal er das Werk des Augenzeugen Niketas Choniates nutzt.
Die Chronik wurde 1758 bei F. Corner publiziert, als Laurentii de Monacis Veneti Cretae cancellarii Chronicon de rebus Venetis ab urbe condita ad annum MCCCLIV sive ad coniurationem ducis Faledro, Venedig 1758, S. 1–320. Im selben Werk schließt sich Corners Historia de Carolo II mit einem einleitenden Abschnitt aus der Feder Lorenzo De Monacis an (S. 323–338). Grundlage ist hier der Codex Vat. lat. 11507, f. 1–9. Die relazione, die nach der Rückkehr aus Ungarn entstand, die Relatio facta … pro parte nobilis viri ser Pantaleonis Barbo ambaxiatoris ad partes Hungariae in quantum tangit et spectat ad facta unionis et subsidii postulati wurde im Magyar diplomacziai emlékék, Bd. III, herausgegeben von G. Wenzel, in den Monumenta Hungariae Historica, Acta externa, Bd. III, Budapest 1876, S. 623–625 und in Listine ..., in Monumenta spectantia historiam Slavorum meridionalium, Bd. IV, herausgegeben von Šime Ljubić, Zagreb 1874, n. 340, S. 237 f. publiziert. Die Rede zur Jahrtausendfeier edierte Mario Poppi: Un'orazione del cronista Lorenzo de Monacis per il millenario di Venezia (1421), in: Atti dell'Istituto veneto di scienze, lettere ed arti CXXXI (1972–1973) 483–497, basierend auf dem Codex Marc. lat. XIV, 255 (= 4576) (irrtümlich Leonardo Aretino zugeordnet). Sie trägt dort den Titel Oratio elegantissima ad serenissimum principem et ducem Venetorum in laude et edificatione alme civitatis Venetiarum. Der Herausgeber (S. 482) erwähnt, die Handschrift sei in ms. A. 201 der Biblioteca comunale dell'Archiginnasio von Bologna auffindlich, wo sie als Oratio de edificatione et incremento urbis Venetae verzeichnet sei (vgl. Palazzo dell’Archiginnasio).
Einige seiner Werke sind bis heute nicht ediert. Im cod. Vat. lat. 5223 der Biblioteca apostolica Vaticana, f. 58v–59r befinden sich zwei Briefe, die Lorenzo De Monacis an Carlo Zeno geschrieben hat. Im selben Codex, auf den folia 66r–67v, findet sich die Grabrede für Lando. Im Manuskript ms. Marc. latino XIV, 263 (= 4613) der Biblioteca Marciana findet sich auf f. 1–5 die epistola ad excellentissimum et illustrissimum principem dominum Franciscum Foschari.